# Анновка (Печенежский район)
Анновка (укр. Ганнівка) — село,
Борщовский сельский совет,
Печенежский район,
Харьковская область, Украина.
Код КОАТУУ — 6324681002. Население по переписи 2001 года составляет 51 (23/28 м/ж) человек.

## Географическое положение
Село Анновка находится на левом берегу реки Хотомля,
выше по течению на расстоянии в 1 км расположено село Москалевка,
ниже по течению на расстоянии в 1 км расположено село Гусловка.

## Происхождение названия
В некоторых документах село называют Ганновка.

## История
- 1675 — дата основания.

## Достопримечательности
- Братская могила советских воинов. Похоронено 14 воинов.